# Milvignes
Milvignes is een gemeente in het Zwitserse kanton Neuchâtel, dat deel uitmaakt van het district Boudry. Milvignes heeft 8.967 inwoners waarvan de meeste Frans spreken.

## Geschiedenis
De gemeente is in 2013 ontstaan na het fuseren van de gemeenten Auvernier, Bôle en Colombier.

## Geografie
Milvignes heeft een oppervlakte van 8.78 km² en grenst aan de buurgemeenten Boudry, Corcelles-Cormondrèche, Peseux en Rochefort.
Milvignes heeft een gemiddelde hoogte van 457 meter.

## Politiek
De gemeenteraad van Milvignes heeft 41 zetels. In de gemeenteraad van Milvignes is de partij de Vrijzinnig Democratische Partij.De Liberalen met 17 van de zetels de grootste partij, daarna de Sociaaldemocratische Partij van Zwitserland met 11 zetels, de Groene Partij van Zwitserland met 7 zetels en de Grünliberale Partei met 4 zetels.